# Henri Stamps
Henri Jules Charles Ghislain Stamps (Fosse, 14 oktober 1899 - Brussel, 29 augustus 1948) was een Belgisch senator.

## Levensloop
Henri Stamps groeide op in een socialistische familie. Na zijn lagere studies ging hij aan de slag als arbeider bij de spoorwegen. In 1940 werd hij om politieke redenen ontslagen bij de NMBS. Na de Tweede Wereldoorlog werd hij actief als handelaar.
Als spoorwegarbeider was Stamps eerst aangesloten bij het Nationaal Syndicaat van Spoor, Post, Telegraaf, Telefoon, Zeewezen en Luchtvaart, dat later opging in de Algemene Centrale der Openbare Diensten. In 1938 trad hij toe tot de communistische PCB en werd verantwoordelijke voor de partijafdeling in Fosses-la-Ville.
Vanaf het begin van de Tweede Wereldoorlog nam hij deel aan verschillende clandestiene activiteiten; hij was actief in de clandestiene pers en voorzag bijstand en huisvesting aan verzetslieden. Rond de jaarwisseling van 1941-1942 trad Stamps volledig in de clandestiniteit en richtte hij een plaatselijke afdeling van het Onafhankelijkheidsfront op.  Ook werd Stamps nationaal instructeur van de PCB in de streek van Gembloers en voorzag hij logistieke steun aan de Gewapende Partizanen. Als gevolg van een aanklacht werd zijn woning in mei 1943 het voorwerp van een huiszoeking. Terwijl Stamps wist te ontkomen, werd zijn echtgenote gearresteerd door de Gestapo en gedeporteerd naar het concentratiekamp van Ravensbrück, vanwaar ze niet meer terugkwam en waardoor Stamps als weduwnaar met twee jonge dochters achterbleef. In juni 1943 vervoegde hij zich bij het 25e korps van het Belgisch leger der partizanen. Hij bleef actief als gewapende weerstander tot aan de Bevrijding.
Door zijn aureool als verzetsstrijder maakte Stamps in de jaren daarna opgang in de communistische partij. Hij werd verkozen tot provincieraadslid voor de provincie Namen en werd in 1946 communistisch provinciaal senator, een mandaat dat hij uitoefende tot aan zijn vroegtijdige overlijden in augustus 1948. Door familiale en gezondheidsredenen was hij echter niet in staat om zijn lidmaatschap van de Senaat ten volle uit te oefenen.